# Antipater van Sidon
Antipater van Sidon (2e eeuw voor Christus) is een Oud-Griekse schrijver en dichter. Fragmenten uit zijn werk zijn overgeleverd in de Anthologia Graeca, maar deze compilatie lijkt hem soms te verwarren met de latere Antipater van Thessaloniki. Veruit zijn beroemdste werk is de lofzang op de Zeven wereldwonderen van de antieke wereld, die hij met eigen ogen had gezien:

Ik heb heel lang mijn blik gericht op de immense muren van Babylon, waarop een straat was aangelegd voor karren, ik heb lang gestaard naar het beeld van Zeus in Olympia bij de Alfaeusrivier, ik heb de hangende tuinen en de Colossus van de Zon aanschouwd, ik heb vol bewondering het geweldige werk van de piramiden bekeken en de reusachtige graftombe van Mausolus, maar toen ik het huis van Artemis zag dat oprees tot in de wolken, verloren de andere wonderlijke bouwwerken hun glans en zei ik: 'Kijk toch eens, buiten de Olympus heeft de zon nog nooit zoiets fraais overstraald'.
— Antipater, ca. 140 v.Chr. (Anthologia Graeca, 9:58)

Volgens Cicero leefde Antipater in Rome ten tijde van Crassus en Catullus (Oratore, III:50 en De Fato, 2).
- Bibsys: 95005706
- Biblioteca Nacional de España: XX5202454
- Bibliothèque nationale de France: cb15086588k (data)
- Gemeinsame Normdatei: 118645358
- International Standard Name Identifier: 0000 0000 1338 3478
- Library of Congress Control Number: n2001040824
- Nationale Bibliotheek van Israël: 987007362210405171
- Nederlandse Thesaurus van Auteursnamen: 069753849
- Réseau des bibliothèques de Suisse occidentale: 02-A013328452
- Istituto Centrale per il Catalogo Unico: RMLV224017
- Système universitaire de documentation: 121454401
- Virtual International Authority File: 15563038